# Sanjeevini
Sanathana Sai Sanjeevini ist eine 1994 von der indischen Wirtschaftswissenschaftlerin Poonam Nagpal entwickelte esoterische Theorie zur Behandlung von Krankheiten, die von der wissenschaftsbasierten Medizin nicht anerkannt ist.

## Postulierte Wirkung
Nach Angaben der Anwender handelt es sich bei Sanjeevini hauptsächlich um Gebete, auf die – analog zum Lösungsmittel bei der Potenzierung, d. h. Verdünnung in der Homöopathie – eine vermutete „Heilinformation“ geprägt werden soll. Es handele sich dabei um „feine, geistige Schwingungen allerhöchster Frequenz“, die nicht mit anderen Therapien wechselwirken.

## Etymologie
Sanathana ist ein Sanskritwort und bedeutet zeitlos. Gemeint ist damit aber eine körpereigene, feinstoffliche Energie. Sanjeeveni ist die Bedeutung der Gesundheit auf der physischen Ebene.

## Kritik
Sanjeevini ist ein Konzept, das religiöse Ansätze mit einer postulierten, feinstofflichen Energie bzw. Schwingung in Verbindung bringt, deren Existenz nicht wissenschaftlich belegt ist. Dies und die von den Anhängern der Theorie selbst in Anspruch genommene wechselwirkungsfreie Kombinierbarkeit mit allen anderen Therapien lässt den Schluss zu, dass Heilungserfolge lediglich durch den Placebo-Effekt entstehen könnten.